# Plumelin
 Plumelin  (en bretón Pluverin) es una población y comuna francesa, situada en la región de Bretaña, departamento de Morbihan, en el distrito de Pontivy y cantón de Locminé.

## Demografía
| 2050 | 1864 | 1715 | 1809 | 1748 | 1785 |
| Para los censos de 1962 a 1999 la población legal corresponde a la población sin duplicidades (Fuente: INSEE [Consultar]) |      |      |      |      |      |